# Décès en 1129
Décès
- 1125
- 1126
- 1127
- 1128
- 1129
- 1130
- 1131
- 1132
- 1133

Cette page dresse une liste de personnalités mortes au cours de l'année 1129 :
- janvier : Ranulph le Meschin, vicomte du Bessin et 3e comte de Chester.
- 23 janvier : Guillaume Giffard, aristocrate anglo-normand issu de la famille Giffard qui est chancelier d'Angleterre durant le règne de Guillaume le Roux.
- 24 janvier : Hugues Ier d'Amboise, seigneur de Touraine.
- 29 janvier : Minamoto no Shunrai, poète japonais.
- 4 mars : Rupert de Deutz, théologien liégeois.
- 6 mars : Atton de Bruniquel,  archevêque d'Arles.
- 24 juillet : Shirakawa, 72e empereur du Japon.
- 7 octobre : Guillaume III de Forcalquier, comte de Forcalquier.
- 24 octobre : Léopold de Styrie, margrave de Styrie.

- Athanase VI bar Khamoro (en), patriarche d'Antioche à la tête de l'Église syriaque orthodoxe.
- Bernard Aton IV Trencavel, vicomte d’Albi, de Nîmes, de Carcassonne, de Razès, de Béziers et d’Agde.
- Cellach d'Armagh (en), archevêque d'Armagh.
- Centulle II de Bigorre, comte de Bigorre.
- Constantin II d'Arménie, prince des Montagnes (Cilicie arménienne) roupénide.
- Constantin de Mourom (en), ou Constantin Sviatoslavitch, prince de Mourom.
- Gérard Ier de Gueldre, comte de Wassenberg et de Gueldre.
- Hovhannès Sarkavag, théologien, philosophe, grammairien, mathématicien, musicologue, cosmographe et historien arménien.
- Jean Theristus (en), moine bénédictin italien.
- Nigel d'Aubigny (en), seigneur normand.
- Raoul de La Futaie, ermite.
- Renaud de Semur, abbé de Vézelay puis archevêque de Lyon.
- Richard Fitz Pons (en), noble anglo-normand.
- Roger de Cannes, saint de l'Église catholique romaine.
- Shahrivash (en),  prince des Baduspanides.
- Siméon de Durham, moine bénédictin et un chroniqueur et historien anglais de la cathédrale de Durham.
- Szymon h. Gozdawa (en), évêque de Płock (en).
- Thoros Ier d'Arménie, prince des Montagnes (Cilicie arménienne) roupénide.
- Walter de Gloucester (en), ministre du roi d'Angleterre.
- Zhao Mingcheng (en), écrivain chinois.

date incertaine (vers 1129)
- Douce de Gévaudan, comtesse de Provence, vicomtesse de Millau, à moitié  de Carlat.

## Crédit d'auteurs
- Cet article est partiellement ou en totalité issu de l'article intitulé « 1129 » (voir la liste des auteurs).